# Carol Danvers

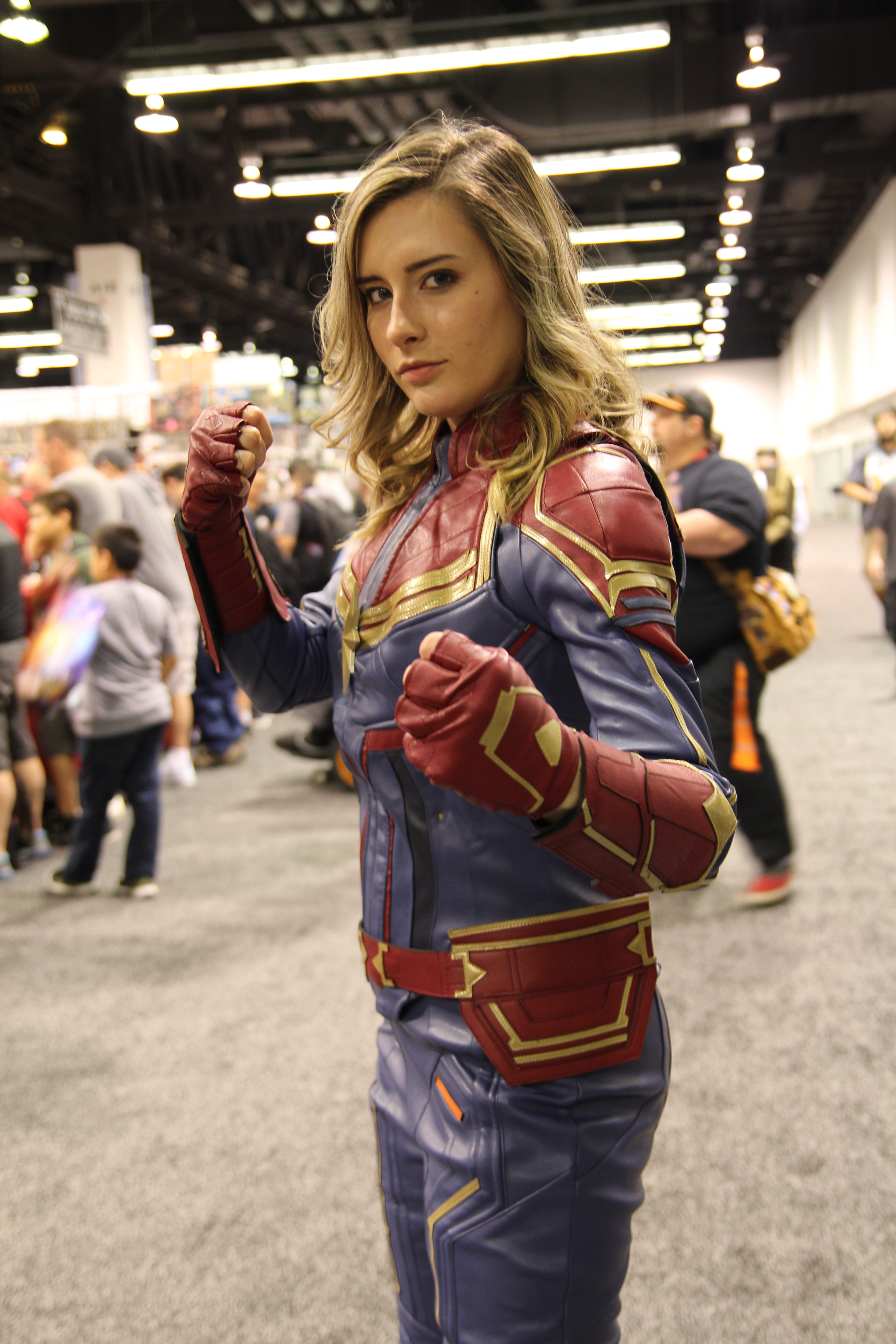
En cosplayer klädd som Captain Marvel.

Carol Danvers, även känd som Captain Marvel och Ms. Marvel, är en fiktiv superhjälte inom Marvel Comics. I filmerna Captain Marvel (2019), Avengers: Endgame (2019) och The Marvels (2023) porträtteras hon av den amerikanska skådespelerskan Brie Larson.
Danvers har betecknats som Marvels mest anmärkningsvärda kvinnliga hjälte och beskrivs ofta som en av de starkaste figurerna i Marvels fiktiva universum.